# Marquesado de Castilleja del Campo
El marquesado de Castilleja del Campo es un título nobiliario español creado por el rey Carlos II el 8 de junio de 1682 a favor de Tomás Ponce de León y Cueto de Lamadriz.
Su nombre se refiere al municipio andaluz de Castilleja del Campo, en la provincia de Sevilla.

## Marqueses de Castilleja del Campo
- Tomás Ponce de León y Cueto de Lamadriz, I marqués de Castilleja del Campo.
- Juan Ponce de León y Contador de Albo, II marqués de Castilleja del Campo.
- Tomás Ponce de León y Peña, III marqués de Castilleja del Campo.
- Juan Antonio Ponce de León y Briones, IV marqués de Castilleja del Campo.
- María Josefa Ponce de León y Urtusaustegui, marqués de Castilleja del Campo.
- José Manuel de Porres y Ponce de Léon, VII marqués de Castilleja del Campo. Sucedió en el título así como en el de conde de las Atalayas, el 6 de septiembre de 1850.[1] Le sucedió su hijo en ambos títulos.[1]
- García de Porres y Castillo, VIII marqués de Castilleja del Campo y conde de las Atalayas el 31 de julio de 1851.  Contrajo matrimonio con Cecilia Osborne en 1849.[1]	Le sucedió su hijo.
- José de Porres y Osborne (m. 1911), IX marqués de Castilleja del Campo en 1893.[1] Le sucedió su hermana.[1]
- Elisa de Porres y Osborne, X marquesa de Castilleja del Campo. Le sucedió su hijo.[1]
- García de Porres y Osborne, XI marqués de Castilleja del Campo.[2] y conde de las Atalayas,[3] casado con María de Gracia de Solís y Lasso de la Vega.[1]
- García de Porres y Solís, XII marqués de Castilleja del Campo[4] y conde de las Atalayas.[5]